# Kendo Rage
Kendo Rage, conocido en Japón como Makeruna! Makendō (負けるな!魔剣道?  "¡No pierdas Magia Kendo!") es un videojuego de acción para el Super Nintendo hecho por Datam Polystar. En Estados Unidos se distribuyó por la compañía Seta Corporation.
La versión original en japonés la protagonista es una chica llamada Mai Tsurugino (剣野 舞 'Tsurugino Mai'?). Un espíritu de detective llamado Doro (ドロ) encuentra a Mai y le pide su ayuda para atacar a los monstruos. En la versión en inglés, una chica estadounidense llamada Josephine "Jo" va a Japón para asistir a una escuela de verano de kendo. Su entrenador personal, Osaki "Bob" Yoritomo, le pide pelear a los monstruos en el camino a la escuela.
Se hizo una secuela tanto para el Super Nintendo como para PlayStation llamada Makeruna! Makendo 2, pero más enfocada a las peleas. También un videojuego de rol llamado Makeruna! Makendō Z fue lanzado para la PC-FX. Además se hizo un OVA que sigue más de cerca la historia original en japonés, con Mai y su hermana menor Hikari (la protagonista del segundo juego).